# Francesco Saverio Massimo
Francesco Saverio Massimo (Dresden, 26 de fevereiro de 1806 – Roma, 11 de janeiro de 1848) foi um cardeal italiano.

## Biografia

### Primeiros anos
Nasceu em Dresden em 26 de fevereiro de 1806, filho de Massimiliano Camillo VIII Massimo, 1º príncipe de Arsoli e marquês de Roccasecca dei Volsci (filho por sua vez do príncipe e diplomata papal Francesco Camillo VII Massimo), e da princesa Maria Cristina Sabina da Saxônia, filha do príncipe Francisco Xavier da Saxônia, filho do rei Augusto III da Polônia.
Para ingressar na carreira eclesiástica, decidiu renunciar aos direitos sucessórios dos títulos de seu pai e foi agregado à cúria romana em 1823. Daqui foi imediatamente enviado a Paris como enviado apostólico para a entrega do chapéu cardinalício a Ana. -Louis-Henri de La Fare, Arcebispo de Sens. Em 1829 Francesco Saverio Massimo foi nomeado Prelado Doméstico de Sua Santidade e em 1830 tornou-se membro da Congregação para o bom governo e assessor do Tribunal da Câmara Apostólica, graduando-se in utroque iure no mesmo ano. Em 8 de julho de 1832 foi nomeado secretário da Congregação das Águas por Gregório XVI e a partir de 1833 tornou-se protonotário apostólico supranumerário. Em 1834 tornou-se clérigo da Câmara Apostólica, tornando-se assim presidente das casas da moeda e cartórios, tratando da conversão decimal da cunhagem papal. Em 1836 foi nomeado mestre de câmara papal e em 13 de setembro de 1838 tornou-se mordomo do pontífice e prefeito dos Sagrados Palácios Apostólicos.

### Cardinalato
O papa Gregório XVI o elevou a cardeal no consistório de 24 de janeiro de 1842 (depois de já ter sido reservado in pectore em 12 de fevereiro de 1838) e em 27 de janeiro do mesmo ano obteve o barrete cardinalício e o título de diácono de Santa Maria em Domnica. Até a nomeação do cardeal Sisto Riario Sforza, ele era o cardeal italiano mais jovem.
Nomeado Prefeito para os Assuntos Econômicos da Sagrada Congregação da Propaganda Fide em 11 de março de 1843, foi nomeado Legado Apostólico em Ravena a partir de 14 de novembro de 1843. Durante esse cargo, destacou-se como um governante de ferro e conservador, absolutamente contra os liberais e contra a vontade secularizar as instituições estatais (exatamente o oposto do que Pio IX estava tentando fazer durante os primeiros dias de seu pontificado). Participou do conclave de 1846 que elegeu Pio IX como papa e depois tornou-se prefeito da Sagrada Congregação das Águas e Caminhos a partir de 7 de agosto de 1846. Em março de 1847 tornou-se membro da congregação da Fabbrica di San Pietro e em 31 Em dezembro foi nomeado Ministro das Obras Públicas do Estado Pontifício.

### Atuação na área artística, cultural e arqueológica
Um antiquista apaixonado, Francesco Saverio Massimo tornou-se primeiro membro fundador e depois presidente de várias sociedades arqueológicas, como a Congregazione dei Virtuosi al Pantheon em 1838 ou a Accademia Tiberina (1839), fundadora da Pontifícia Academia Romana de Arqueologia. Durante sua estada em Ravenna, ele restaurou o mausoléu de Teodorico. No estrangeiro distinguiu-se como membro honorário do Colégio Arqueológico e Heráldico e como membro da Sociedade de Belas Artes de Atenas (1845). Fundador e presidente do Instituto Estatístico Agrícola do Estado Papal (1847), projetou a Villa Gregoriana em Tivoli em nome do Papa Gregório XVI, construída depois que o curso do rio Aniene foi desviado para criar a espetacular grande cachoeira ainda visível hoje em o Parque. Este desvio tornou-se necessário a conselho do próprio Massimo, que iniciou a escavação de Monte Catillo perto de Tivoli após as trágicas inundações que atingiram a área em 1826. Em Roma, porém, como prefeito dos Palácios Apostólicos, ele supervisionou a criação do Museu Egípcio Gregoriano e teve alguns importantes monumentos romanos restaurados.

### Morte
Ele morreu em Roma em 11 de janeiro de 1848 com a idade de 41. Seu corpo foi exposto na basílica de San Lorenzo in Damaso, em Roma, onde o funeral ocorreu em 15 de janeiro de 1848, com a participação do Papa Pio IX; foi então sepultado na capela que a família Massimo possuía naquela mesma basílica. Sua morte repentina despertou imediatamente muitas suspeitas, sobretudo pelo fato de ter ocorrido logo após uma agitada reunião do pontifício conselho de ministros da qual, segundo o diário de seu irmão Vittorio, ele havia partido "com grandes dores".